# 小本村
小本村（おもとむら）は、昭和31年（1956年）まで岩手県下閉伊郡にあった村。現在の岩泉町小本・中里・中島・袰野にあたる。

## 地理
- 河川：小本川

## 沿革
- 明治22年（1889年）4月1日 - 町村制施行にともない、小本村・中里村・中島村・袰野村の計4か村が合併して新制の北閉伊郡小本村が発足。
- 1897年（明治30年）4月1日 - 郡の統合により北閉伊郡・中閉伊郡・東閉伊郡が合併して下閉伊郡が発足[1]。下閉伊郡小本村となる。
- 昭和31年（1956年）9月30日 - 岩泉町・安家村・有芸村・大川村と合併し、新制の岩泉町となる。

## 行政

### 歴代村長
| 代 | 氏名         | 就任                      | 退任                      | 備考 |
| -- | ------------ | ------------------------- | ------------------------- | ---- |
|    | 宮守岩       | 明治38年（1905年）9月15日 | 明治41年（1908年）9月15日 |      |
|    | 立花昌憲     | 明治42年（1909年）2月24日 | 大正6年（1917年）2月23日  |      |
|    | 工藤善五郎   | 大正6年（1917年）3月23日  | 大正7年（1918年）11月25日 |      |
|    | 竹花善次郎   | 大正8年（1919年）3月5日   | 大正11年（1922年）6月28日 |      |
|    | 藤沢俊作     | 大正12年（1923年）2月14日 | 昭和2年（1927年）2月3日   |      |
|    | 佐々木覚造   | 昭和2年（1927年）3月14日  | 昭和8年（1933年）10月30日 |      |
|    | 三浦円蔵     | 昭和9年（1934年）1月3日   | 昭和9年（1934年）1月9日   |      |
|    | 飯岡徳次郎   | 昭和10年（1935年）8月19日 | 昭和13年（1938年）2月11日 |      |
|    | 葛西清太郎   | 昭和13年（1938年）2月12日 | 昭和17年（1941年）2月11日 |      |
|    | 箱石藤右衛門 | 昭和17年（1942年）2月25日 | 昭和21年（1946年）12月8日 |      |
|    | 八重樫良雄   | 昭和22年（1947年）4月6日  | 昭和31年（1956年）9月29日 |      |